# Palazzo del II ramo della famiglia Capitaneo
Il palazzo del II ramo della famiglia Capitaneo è un palazzo nel paese di Modugno in provincia di Bari in corrispondenza di quella che era porta Staccata.

## Storia
Come si evince da un'iscrizione sul lato nord della costruzione, il palazzo risale è stato costruito nel 1725 da Giuseppe Carlo Capitaneo e venne poi restaurato dal figlio Pietro, barone di San Demetrio.

## Architettura
La facciata presenta un bugnato al piano inferiore, mentre il piano superiore è in tufo liscio. Il portone principale immette nella corte del palazzo. In angolo di facciata è incastonata una “colonna della giustizia” a simbolo dell'importanza e della potenza della famiglia Capitaneo. Il palazzo aveva un giardino molto vasto protetto da un'imponente cinta muraria esistente ancora oggi: la costruzione si trovava a ridosso delle mura forse poco fortificate in quel tratto.
Nel cortile si conserva il blasone di famiglia e l'iscrizione su una lastra di marmo che in origine era posta all'ingresso del Palazzo del I ramo della famiglia Capitaneo. L'iscrizione in latino recita: “DIE PRIMO MARCII 1512 – GUARINUS CAPTANEUS DE NOVARIA CASTELLANUS BARI” (Traduzione italiana: Primo marzo 1512 – Guarino Capitaneo di Novara Castellano di Bari).